# Persone di nome Edward/Attori
| Questa pagina contiene informazioni ricavate automaticamente dalle voci biografiche con l'ausilio del template Bio e di un bot. L'aggiornamento è periodico e automatico e ricostruisce completamente la pagina. Se manca una persona in questa lista, sei pregato di non aggiungerla, ma accertati piuttosto che la sua voce biografica contenga il template Bio e che i dati anagrafici siano correttamente compilati. Se il template Bio manca, inseriscilo tu stesso o, in alternativa, metti l'avviso {{tmp\|Bio}} che ne segnala la mancanza. Se i dati riportati sono sbagliati, correggi direttamente la voce biografica; le modifiche saranno visibili in questa lista entro pochi giorni. Per chiarimenti vedi il progetto antroponimi. La lista contiene solo le 83 persone che sono citate nell'enciclopedia e per le quali è stato implementato correttamente il template Bio. Pagina aggiornata al 22 lug 2025. |

Questa è una lista di persone presenti nell'enciclopedia che hanno il nome Edward e sono attori.

## A(8)
- Edward Abeles, attore statunitense (Saint Louis, n. 1869 - New York, † 1919)
- Eddie Acuff, attore statunitense (Caruthersville, n. 1903 - Hollywood, † 1956)
- Edward Albert, attore statunitense (Los Angeles, n. 1951 - Malibù, † 2006)
- Edward Alexander, attore statunitense (Ogdensburg, n. 1886 - Dearborn, † 1964)
- Edward Andrews, attore statunitense (Griffin, n. 1914 - Santa Monica, † 1985)
- Edward Arnold, attore statunitense (New York, n. 1890 - Encino, † 1956)
- Edward Ashley, attore australiano (Sydney, n. 1904 - San Diego, † 2000)
- Edward Atterton, attore britannico (Birmingham, n. 1962)

## B(8)
- Eddie Barth, attore statunitense (Filadelfia, n. 1931 - Los Angeles, † 2010)
- Ed Begley Jr., attore statunitense (Los Angeles, n. 1949)
- Edward Binns, attore statunitense (Filadelfia, n. 1916 - Brewster, † 1990)
- Edward Boulden, attore statunitense (Pencader, n. 1879 - Filadelfia, † 1937)
- Eddie Bracken, attore statunitense (Queens, n. 1915 - Glen Ridge, † 2002)
- Edward Brophy, attore e doppiatore statunitense (New York, n. 1895 - Pacific Palisades, † 1960)
- Edward Burns, attore, regista e sceneggiatore statunitense (New York, n. 1968)
- Ted Danson, attore statunitense (San Diego, n. 1947)

## C(7)
- Macdonald Carey, attore statunitense (Sioux City, n. 1913 - Beverly Hills, † 1994)
- Montgomery Clift, attore statunitense (Omaha, n. 1920 - New York, † 1966)
- E. E. Clive, attore britannico (Blaenavon, n. 1879 - North Hollywood, † 1940)
- Eddie Collins, attore statunitense (Atlantic City, n. 1883 - Arcadia, † 1940)
- Edward Colmans, attore britannico (Londra, n. 1908 - Los Angeles, † 1977)
- Edward Connelly, attore statunitense (New York, n. 1859 - Hollywood, † 1928)
- Edward Coxen, attore britannico (Southwark, n. 1880 - Hollywood, † 1954)

## D(4)
- Eddie Deezen, attore statunitense (Cumberland, n. 1957)
- Edward Dillon, attore, regista e sceneggiatore statunitense (New York, n. 1879 - Los Angeles, † 1933)
- Edward Duke, attore britannico (Sussex, n. 1953 - Londra, † 1994)
- Teddy Dunn, attore statunitense (n. 1981)

## E(5)
- Edward Earle, attore canadese (Toronto, n. 1882 - Los Angeles, † 1972)
- Edward Edwards, attore statunitense
- Eddie Egan, attore statunitense (New York, n. 1930 - Miami, † 1995)
- Edward Elkas, attore statunitense (New York, n. 1862 - † 1933)
- Ed Evanko, attore, baritono e presbitero canadese (Winnipeg, n. 1938 - Winnipeg, † 2018)

## F(6)
- Edward Faulkner, attore statunitense (Lexington, n. 1932)
- Edward Fielding, attore statunitense (Brooklyn, n. 1875 - Beverly Hills, † 1945)
- Ed Flanders, attore statunitense (Minneapolis, n. 1934 - Denny, † 1995)
- Edward Fletcher, attore statunitense (Boston, n. 1970)
- Edward Fox, attore britannico (Londra, n. 1937)
- Edward Furlong, attore statunitense (Glendale, n. 1977)

## G(4)
- Jimmy Gardner, attore inglese (Newmarket, n. 1924 - Londra, † 2010)
- Edward Gargan, attore statunitense (Brooklyn, n. 1902 - New York, † 1964)
- Ed Grady, attore e insegnante statunitense (Kinston, n. 1923 - Columbia, † 2012)
- Eddie Griffin, attore statunitense (Kansas City, n. 1968)

## H(10)
- Edward Hardwicke, attore britannico (Londra, n. 1932 - Chichester, † 2011)
- Tom Hardy, attore, produttore cinematografico e produttore televisivo britannico (Londra, n. 1977)
- Ed Harris, attore statunitense (Englewood, n. 1950)
- Ed Helms, attore statunitense (Atlanta, n. 1974)
- Edward Herrmann, attore statunitense (Washington, n. 1943 - New York, † 2014)
- Edward Hibbert, attore inglese (Long Island, n. 1955)
- Edward Highmore, attore britannico (Kingston upon Thames, n. 1961)
- Edward Hogg, attore britannico (Doncaster, n. 1979)
- Edward Holcroft, attore britannico (Westminster, n. 1987)
- Edward Everett Horton, attore statunitense (New York, n. 1886 - Los Angeles, † 1970)

## I(1)
- Edward Ivory, attore e doppiatore statunitense

## K(1)
- Edward Kimball, attore statunitense (Keokuk, n. 1859 - Hollywood, † 1938)

## M(5)
- Eddie Marsan, attore britannico (Londra, n. 1968)
- Edward Martindel, attore statunitense (Hamilton, n. 1876 - Los Angeles, † 1955)
- Ed McMahon, attore e conduttore televisivo statunitense (Detroit, n. 1923 - Los Angeles, † 2009)
- Edward Mulhare, attore irlandese (Cork, n. 1923 - Los Angeles, † 1997)
- Eddie Murphy, attore, comico e cantante statunitense (New York, n. 1961)

## N(1)
- Edward Norton, attore, produttore cinematografico e regista statunitense (Boston, n. 1969)

## O(4)
- Edward O'Connor, attore irlandese (Dublino, n. 1862 - New York, † 1932)
- Ed O'Neill, attore statunitense (Youngstown, n. 1946)
- Edward James Olmos, attore e regista statunitense (Los Angeles, n. 1947)
- Edward Ou, attore taiwanese (Taiwan, n. 1980)

## P(4)
- Edward Peil Jr., attore statunitense (Racine, n. 1907 - San Andreas, † 1962)
- Edward Petherbridge, attore inglese (Bradford, n. 1936)
- Eddie Phillips, attore statunitense (Filadelfia, n. 1899 - North Hollywood, † 1965)
- Edward Platt, attore statunitense (New York, n. 1916 - Santa Monica, † 1974)

## R(3)
- Eddie Redmayne, attore e modello britannico (Londra, n. 1982)
- Judge Reinhold, attore statunitense (Wilmington, n. 1957)
- Mitch Rouse, attore, regista e sceneggiatore statunitense (Knoxville, n. 1964)

## S(5)
- Ed Sanders, attore e cantante britannico (East Sussex, n. 1993)
- Teddy Sears, attore statunitense (Washington, n. 1977)
- Ed Skrein, attore britannico (Camden, n. 1983)
- Eddie Spears, attore statunitense (Chamberlain, n. 1982)
- Ed Speleers, attore britannico (Chichester, n. 1988)

## T(1)
- Michael Trucco, attore statunitense (San Mateo, n. 1970)

## V(1)
- Edward Van Sloan, attore statunitense (San Francisco, n. 1882 - San Francisco, † 1964)

## W(5)
- Ed Westwick, attore e cantante britannico (Londra, n. 1987)
- Ed White, attore statunitense (Bel Air, n. 1947 - Tijuana, † 2004)
- Edward Woodall, attore, insegnante e scenografo inglese (n. 1967)
- Edward Woods, attore statunitense (Menominee, n. 1903 - Los Angeles, † 1989)
- Edward Woodward, attore britannico (Croydon, n. 1930 - Truro, † 2009)